# Siddheshwari Devi
Pour les articles homonymes, voir Devi (homonymie).
Siddheshwari Devi (8 août 1908 - 18 mars 1977) est une chanteuse indienne très célèbre dans le registre de la musique hindoustanie.
Son histoire est racontée dans le film Siddheshwari, sorti en 1990 et où son rôle est interprété par Malviya (et Muhar Biswas quand elle est enfant).